# Conflit entre humains et animaux sauvages

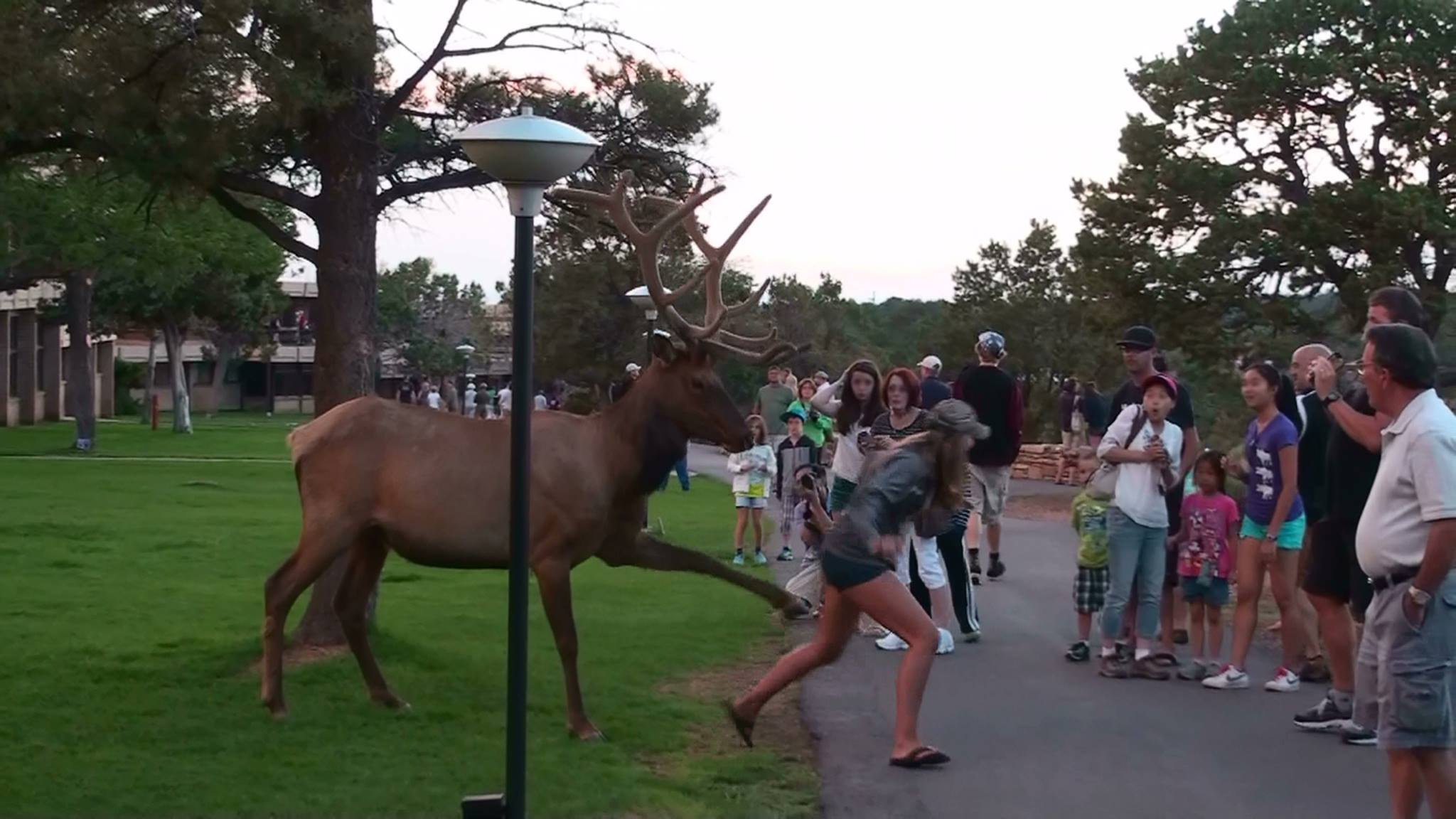
Le Parc national du Grand Canyon (Arizona) abrite une population de Wapiti des montagnes rocheuses et accueille des millions de visiteurs chaque année. Les interactions entre les deux entraînent parfois des blessures.

Un conflit entre humains et animaux sauvages est une interaction entre des individus de l'espèce humaine et des animaux sauvages ayant un impact négatif sur l'un ou l'autre de ces deux groupes, voire sur leurs habitats et leurs ressources. Ce type d'interaction se produit généralement lorsque des populations humaines en croissance en viennent à empiéter sur des territoires préalablement occupés par la faune sauvage, créant ainsi une concurrence pour l'espace et les ressources.   
Ce type de conflit peut engendrer des morts d'humains et d'animaux sauvages, mais aussi la dégradation de l'habitat des espèces sauvages et la destruction des ressources alimentaires des humains (cultures, bétail).  
Initialement, les stratégies d'atténuation de ces conflits par les humains sont l'abattage, le déplacement ou la régulation de la taille des populations. La gestion moderne utilise un ensemble d'approches (biologie, sociologie) pour y remédier. Comme ces conflits ont des conséquences sur les humains et les animaux sauvages, son atténuation est une priorité importante pour la gestion de la biodiversité et des aires protégées. 

## Concept
Les conflits entre humains et animaux sauvages sont définis par le Fonds mondial pour la nature (WWF) comme « toute interaction entre l'espèce humaine et la faune sauvage qui entraîne des effets négatifs sur la vie sociale, économique ou culturelle humaine, sur la conservation des populations d'animaux sauvages ou sur l'environnement ». Lors du 5e Congrès mondial sur les parcs naturels de l'Union internationale pour la conservation de la nature (UICN) le concept est défini comme suit : « Un conflit entre humains et animaux sauvages se produit lorsque les besoins et le comportement de la faune sauvage ont un impact négatif sur les objectifs de l'espèce humaine ou lorsque les objectifs de l'espèce humaine ont un impact négatif sur les besoins de la faune sauvage ». 
Un compte-rendu réalisé en 2007 par l'Institut d'études géologiques des États-Unis définit ce type de conflit dans deux contextes : d'une part lorsque les actions de la faune sauvage entrent en conflit avec les objectifs humains, c'est-à-dire vivre, assurer ses moyens de subsistance et son style de vie, et d'autre part, lorsque les activités humaines entrent en conflit avec les objectifs de la faune sauvage en menaçant sa sécurité et sa survie. Cependant, dans les deux cas, l'issue du conflit est généralement déterminée par les réponses humaines à ce conflit. 
Ainsi, selon les définitions, ce concept inclut ou exclut la chasse d'animaux sauvages par les humains.       
L'utilisation de ce concept a aussi été critiquée par certains chercheurs pour qui elle positionne trop souvent la faune sauvage comme un antagoniste humain conscient. Ces chercheurs soutiennent que ce concept nuit à la coexistence entre l'espèce humaine et la faune sauvage et suggèrent un recadrage sémantique pour faciliter une interprétation plus efficace des relations entre ces deux entités. Une revue d'article traitant du sujet suggère que la majorité des problématiques traitées en utilisant ce concept concernent en fait un antagonisme entre actions de conservation et d'autres activités humaines, en particulier les moyens de subsistance. Les auteurs de cette revue proposent de distinguer les impacts entre humains et animaux sauvages d'un côté, et les conflits entre activités humaines (conservation vs autres).              

## Exemples de conflits humains-animaux sauvages

### Afrique
En tant que continent avec un large zone tropicale l'Afrique est point chaud de biodiversité, et avec un développement important des populations humaines, les conflits entre humains et animaux sauvages y sont très courants. Deux des principaux exemples de conflits sur ce continent sont les conflits humains-prédateurs (lions, léopards, guépards, etc.) et les conflits humains-éléphants. La déprédation du bétail par ces prédateurs est notamment bien documentée au Kenya, en Namibie et au Botswana. Les éléphants d'Afrique sont fréquemment en conflit avec les humains, car leurs migrations longue distance croisent souvent des territoires occupés par les humains. Les dommages qui en résultent pour les cultures végétales, les infrastructures et parfois les personnes, peuvent conduire à l'abattage d'éléphants par les humains, en représailles. 

### Asie

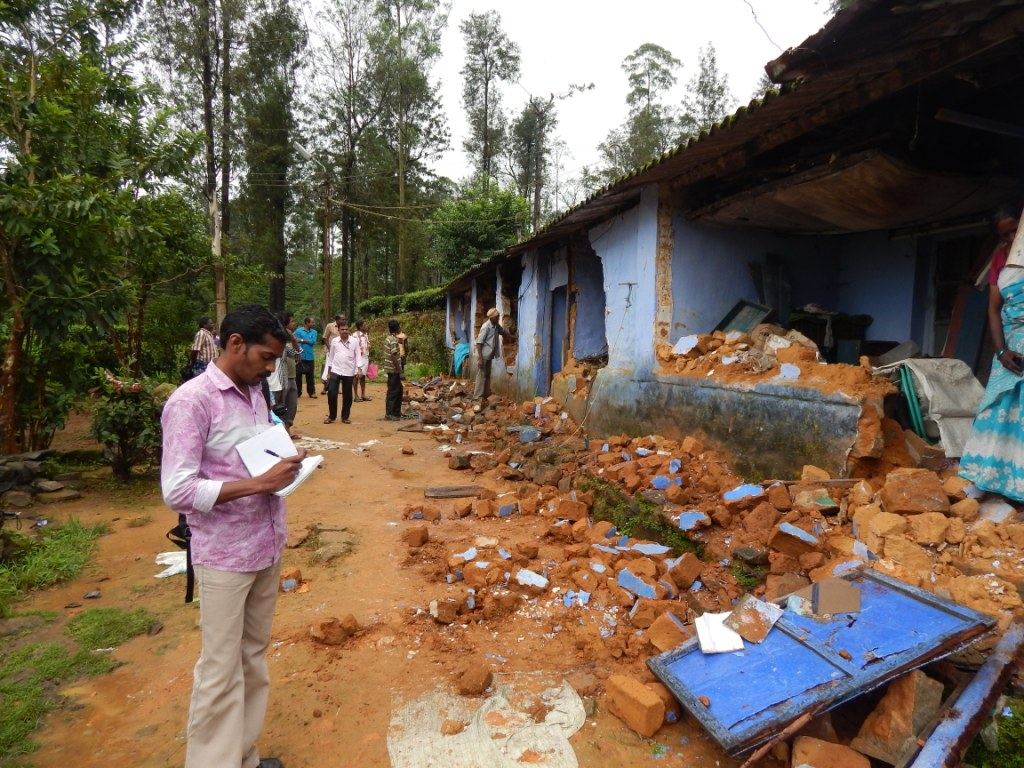
Dommages causés par des éléphants d'Asie sur des habitations humaines.

Avec une population humaine asiatique en augmentation rapide et une biodiversité élevée, les interactions entre l'espèce humaine et les animaux sauvages deviennent de plus en plus courantes sur ce continent. En particulier, les rencontres entre les tigres, les humains et leur bétail sont un problème majeur. Ces attaques contre les humains et le bétail ont aggravé les principales menaces qui pèsent sur la conservation du tigre en renforçant les abattages en représailles et en augmentant la perception négative des tigres par les populations locales. Les conflits avec des animaux non prédateurs sont aussi fréquents, comme les ravages de cultures par les éléphants et les macaques en milieu rural et urbain, respectivement. 

### Europe
Sur le continent européen ces conflits impliquent des carnivores et des herbivores. De nombreuses espèces non prédatrices tels que les cerfs, les sangliers, les rongeurs et les étourneaux peuvent endommager les cultures agricoles et les forêts cultivées Des carnivores comme les rapaces et les ours sont en conflits avec les humains en mangeant à la fois des poissons d'élevage et des poissons sauvages, tandis que d'autres comme les lynx et les loups s'attaquent au bétail. Ces conflits pourraient aussi être étendus aux collisions routières, environ 500 000 collisions ont ainsi lieu chaque année avec des chevreuils en Europe (et 1 à 1,5 million en Amérique du Nord) pour un bilan de 30 000 blessés et 200 morts humains. 

### Amérique du Nord
Ces conflits sont répandus en Amérique du Nord. Par exemple, au Wisconsin (États-Unis), la déprédation du bétail par les quelque 250 loups que compte cet État est un problème majeur qui a entraîné la blessure ou la mort de 377 animaux domestiques sur une période de 24 ans. Des incidents similaires ont été signalés dans l'écosystème du Grand Yellowstone, des rapports faisant état de loups tuant des animaux de compagnie et de production. Les centres urbains en expansion ont créé des conflits avec des interactions entre humains et coyotes dans le Colorado, ou entre humains et pumas en Californie,. Les grands félins sont une source similaire de conflit dans le centre du Mexique, où la déprédation du bétail est répandue, tandis que les coyotes ont également été observées dans des villes canadiennes.

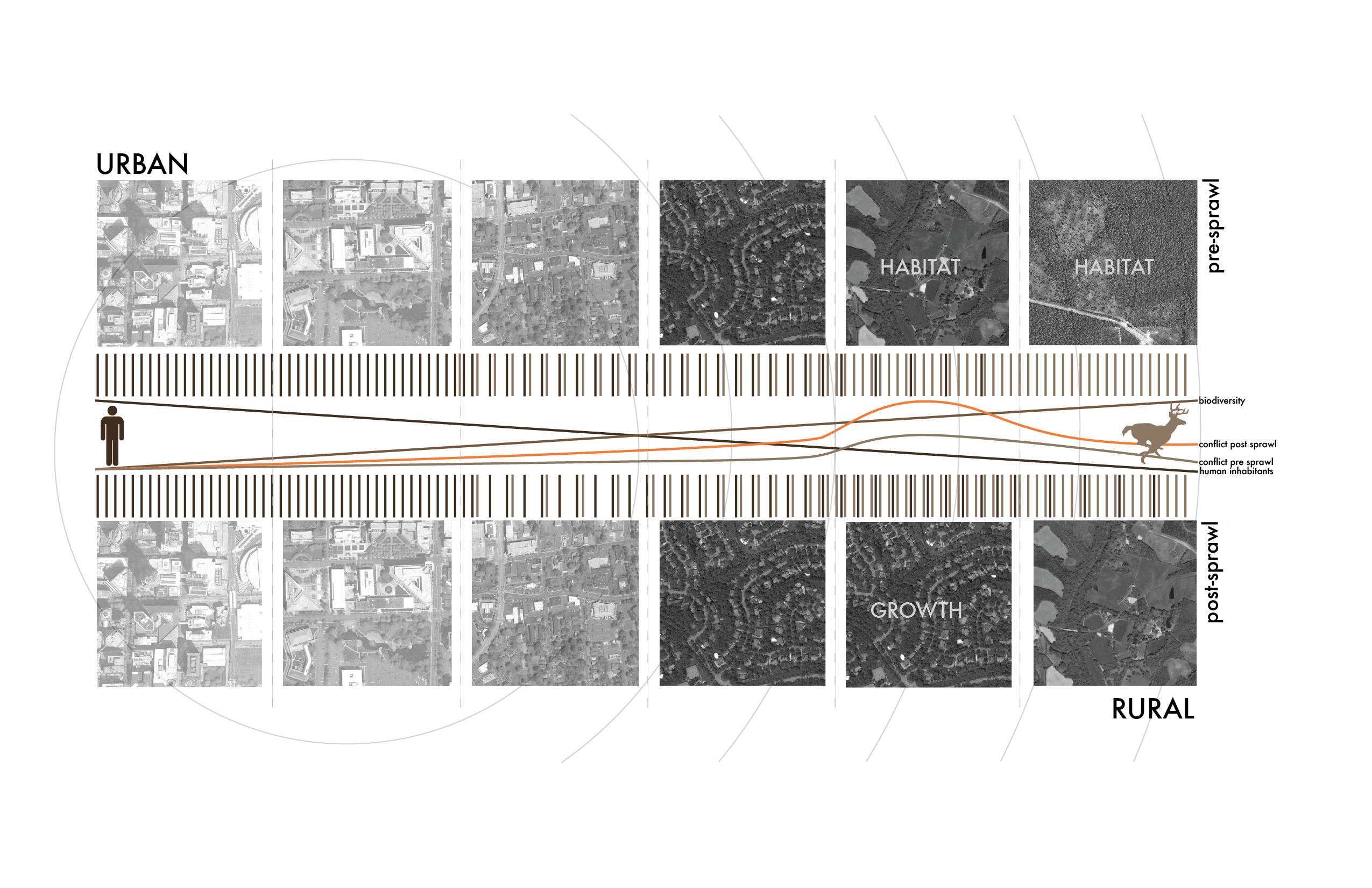
Diagramme du conflit de la faune humaine dans les villes américaines en expansion.

### Océanie
Sur l'île K'gari en Australie, les attaques de dingos sur les humains ont créé une crise qui a nécessité une gestion scientifique. En Nouvelle-Zélande, la méfiance et l'aversion à l'égard de la réintroduction d'oiseaux prédateurs (comme le faucon de Nouvelle-Zélande) dans les paysages viticoles ont entraîné des tensions entre les humains et la faune environnante,. Dans des cas extrêmes, de oiseaux peuvent attaquer des personnes qui s'approchent de leur nid, le cas des cassicans flûteurs en Australie en étant un exemple bien connu. Même les conflits en milieu urbain ont été documentés, le développement des villes augmentant la fréquence des interactions avec les phalangers à Sydney. 

### Amérique du Sud
Comme pour la plupart des continents, la déprédation du bétail par les animaux sauvages est une source principale de conflit en Amérique du Sud. Les attaques de troupeaux de guanacos par des prédateurs en Patagonie (Chili) - qui ont une valeur à la fois économique et culturelle dans la région - ont créé des tensions entre les éleveurs et la faune sauvage. La seule espèce d'ours d'Amérique du Sud, l'ours à lunettes, fait face à un déclin de la population notamment en raison de conflits similaires avec les propriétaires de bétail dans des pays comme l'Équateur. 

### Écosystèmes marins
Les conflits homme-faune ne se limitent pas aux écosystèmes terrestres, mais sont également répandus dans les océans. Comme pour les conflits terrestres, les conflits homme-faune dans les environnements aquatiques sont diversifiés et s'étendent partout. À Hawaï, par exemple, une augmentation des populations de phoques moines autour des îles a créé un conflit entre les habitants qui croient que les phoques appartiennent à la faune locale et ceux qui n'y croient pas. Les prédateurs marins tels que les orques et les otaries à fourrure sont en compétition avec les pêcheries pour leur nourriture et leurs ressources, tandis que d'autres, comme les grands requins blancs, sont connus pour avoir déjà attaqué des humains. Alors que de nombreuses causes de conflits sont les mêmes entre les écosystèmes terrestres et marins (déprédation, compétition, blessures humaines, etc.), les environnements océaniques sont moins étudiés et les approches de gestion diffèrent souvent. 

## Stratégies d'atténuation

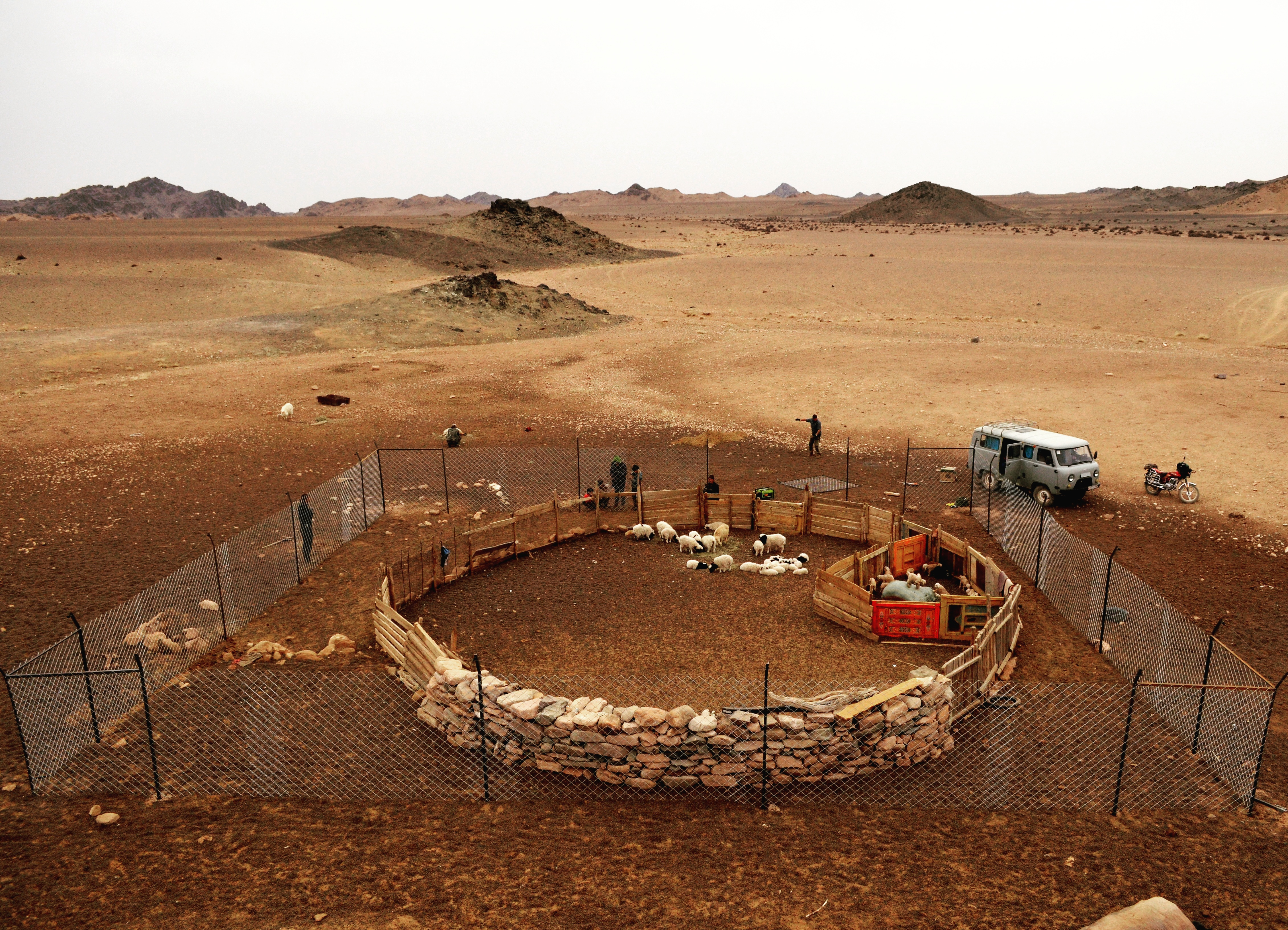
Un enclos traditionnel entouré d'un enclos empêchant les attaques de prédateurs (panthères des neiges et loups) en Mongolie.

Les stratégies d'atténuation pour gérer les conflits entre humains et animaux sauvages varient considérablement selon le lieu et les caractéristiques du conflit. La préférence va aux mesures de prévention passives et non intrusives, mais une intervention active est souvent menée conjointement. Quelle que soit l'approche, les solutions les plus efficaces sont celles qui incluent les communautés locales dans leur planification, leur mise en œuvre et leur maintenance. La résolution des conflits nécessite donc souvent un plan d'attaque régional avec une réponse spécifique adaptée à la crise. 
Parmi les techniques de gestion qui sont fréquemment utilisées pour atténuer les conflits, il y a : 
- Translocation d'animaux jugés problématiques : ces transferts d'animaux du site du conflit vers un autre endroit est une technique utilisée depuis longtemps, mais des recherches récentes ont montré que cette approche peut avoir des effets néfastes sur les espèces et qu'elle est inefficace[36]. La translocation peut diminuer les taux de survie et conduire à des mouvements de dispersion extrêmes pour une espèce. Souvent les animaux jugés problématiques retrouvent des comportements conflictuels dans leur nouvel environnement[37].

- Érection de clôtures ou d'autres barrières : la construction de barrières autour des enclos de bétail[38], la création de corridors biologiques[39] et l'érection de ceintures de ruches autour de cultures pour dissuader les approches éléphants[40] ont toutes démontré leur capacité à être des stratégies efficaces et rentables pour atténuer les conflits entre humains et animaux sauvages.

- Amélioration de l'éducation pour changer la perception des animaux : la façon dont la faune est perçue peut jouer un rôle dans l'exacerbation ou l'atténuation de ces conflits. Dans une communauté Maasaï où les jeunes hommes acquièrent traditionnellement leur statut social en tuant un lion, les écologistes ont travaillé avec les dirigeants communautaires pour changer les perceptions et permettre à ces jeunes hommes d'atteindre le même statut social en protégeant les lions[35].
- Planification de l'utilisation des terres : la modification des pratiques d'utilisation des terres peut aider à atténuer les conflits entre les humains et les animaux ravageurs. Par exemple, au Mozambique, les communautés ont commencé à cultiver plus de plants de piment après avoir découvert que les éléphants n'aiment pas et évitent les plantes contenant de la capsaïcine. Cette méthode décourage les éléphants de piétiner les champs des agriculteurs communautaires et protège indirectement cette espèce.

- Compensation : dans certains cas, une compensation monétaire a été mise en place par le gouvernement pour les pertes subies en raison du conflit. Cet outil a pour but de dissuader la nécessité d'abattre des animaux en représailles et encourager financièrement la coexistence des humains et de la faune sauvage[41]. Des stratégies de rémunération ont ainsi été utilisées en France, en Inde[42], en Italie et en Afrique du Sud[43], pour n'en citer que quelques-unes. Le succès de ces indemnisations dans la gestion des conflits varie beaucoup en raison du risque de sous-compensation, du manque de participation locale ou de l'incapacité du gouvernement à effectuer les paiements en temps opportun.

- Analyses spatiales et cartographie des points chauds des conflits : la cartographie des interactions et la création de modèles spatiaux ont réussi à atténuer le conflit entre humains et carnivores[44] et le conflit entre humains et éléphants[45], entre autres. Au Kenya, par exemple, l'utilisation de systèmes d'information géographique basés sur une grille en collaboration avec de simples analyses statistiques a permis aux défenseurs de l'environnement d'établir un prédicteur efficace des conflits avec les éléphants.

- Chiens de garde dissuasifs contre les prédateurs : l'utilisation de chiens pour protéger le bétail de la déprédation est efficace pour atténuer les conflits entre humains et carnivores dans le monde entier. Une revue récente a révélé que 15,4 % des études portant sur les conflits humains-carnivores utilisaient des chiens de troupeau comme technique de gestion, les pertes animales étant en moyenne 60 fois inférieures à la norme[46].

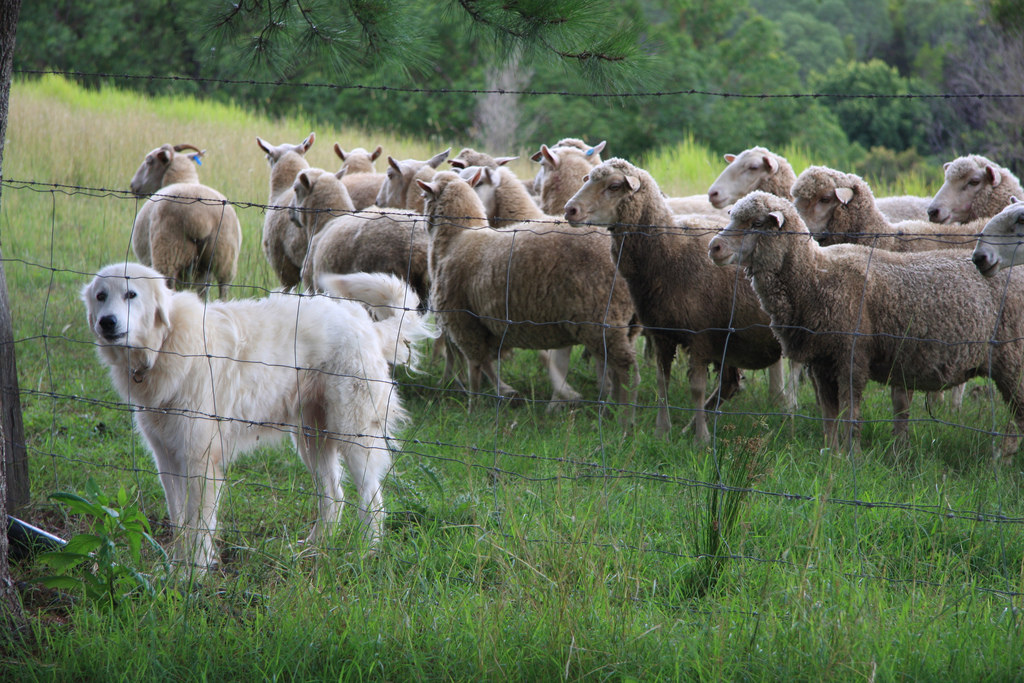
Les chiens de protection des troupeaux sont un moyen efficace de dissuader les prédateurs d'attaquer et ainsi de réduire les conflits.

## Dimensions cachées du conflit
Les conflits entre humains et animaux sauvages présentent également des dimensions cachées qui ne sont généralement pas prises en compte lorsque l'accent est mis sur les conséquences visibles. Ceux-ci peuvent inclure des impacts sur la santé, des coûts de renoncement et des coûts de transaction. Des études de cas sur les éléphants dans le nord-est de l'Inde, montrent que les interactions entre humains et éléphants sont corrélées à une consommation accrue d'alcool par les gardiens des cultures et une mortalité accrue dans ces interactions, ainsi qu'avec des problèmes liés au genre dans le nord de l'Inde. De plus, des études suggèrent que la peur causée par la présence de prédateurs peut aggraver davantage le conflit que ne le feraient les dégâts subis comme conséquence du conflit. 